# Davi Cortes da Silva
Davi Cortes da Silva (* 19. November 1963 in Rio de Janeiro) ist ein ehemaliger brasilianischer Fußballspieler.

## Karriere

### Vereine
Davi begann seine Profilaufbahn 1983 beim brasilianischen Erstligisten FC Santos. 1990 wechselte er zum mexikanischen Erstligisten Tecos FC. 1992 wechselte er zum japanischen Erstligisten Verdy Kawasaki. 1992 gewann er mit dem Verein den J.League Cup. 1994 kehrte er nach Brasilien zurück. Hier spielte er bis 1997 für América FC, Guarani FC und São José EC. 

### Nationalmannschaft
1984 nahm er mit der Olympiamannschaft an den Olympischen Spielen in Los Angeles teil. Dort wurde er in zwei Gruppenspielen der Gruppe C eingesetzt. Im Finale musste sich Brasilien mit 0:2 der französischen Mannschaft geschlagen geben.

## Erfolge
Verdy Kawasaki
- Japanischer Ligapokalsieger: 1992